# Знаки поштової оплати України 1999
Знаки поштової оплати України 1999 — перелік поштових марок, введених в обіг Укрпоштою у 1999 році.
З 27 лютого по 28 грудня 1999 року було випущено 58 пам'ятних (художних, комеморативних) поштових марок. Тематика комеморативних марок охопила ювілеї визначних дат, подій, пам'яті видатних діячів культури та інши. До обігу надійшли знаки поштової оплати номіналом в 0,10; 0,20; 0,30; 0,40; 0,50; 0,60; 1,00; 1,20; 1,40; 2,50; 3,00 та 5,00 гривень.
Марки № 257, 258, 259, 263 и 264 надрукував банкнотно-монетний двір Національного банку України, а інши було надруковано державним підприємством «Поліграфічний комбінат „Україна“» (Київ).
Відсортовані за датою введення.

## Список комеморативних марок
| № у каталозі                        | Зображення | Опис та джерело | Номінал                         | Дата введення в обіг   | Тираж     | Дизайн                             |
| ----------------------------------- | ---------- | --- | ------------------------------- | ---------------------- | --------- | ---------------------------------- |
| № 235                               |            | Сергій Параджанов (1924—1990) з купоном | 0,40 гривні                     | 27 лютого 1999 року    | 200 000   | Олексій Штанко                     |
| № 236                               |            | Володимир Івасюк (1949—1979) | 0,30 гривні                     | 4 березня 1999 року    | 200 000   | В. М. Євтушенко                    |
| № 237 № 238 № 239 № 240             |            | Зчіпка «Золото скіфів» - Накладка до гориту (IV ст. до н. е.) - Вепр (IV ст. до н. е.) - Лосеня (VI—V ст. до н. е.) - Пектораль (IV ст. до н. е.)                                                                                            | 0,20 0,40 0,50 1,00 гривня      | 20 березня 1999 року   | 100 000   | Олександр Калмиков                 |
| № 241                               |            | Веснянки, гаївки | 0,30 гривні                     | 7 квітня 1999 року     | 200 000   | Юрій Мітченко                      |
| № 242 № 243                         |            | Зчіпка «Європа». Національний природний парк «Синевир» - Дерев'яні скульптури - Харіус європейський Thymallus thymallus | 0,50 1,00 гривня                | 24 квітня 1999 року    | 200 000   | Юрій Мітченко                      |
| № 244                               |            | Панас Мирний (1849—1920) | 0,40 гривні                     | 13 травня 1999 року    | 200 000   | О. А. Івахненко                    |
| № 245                               |            | Оноре де Бальзак (1799—1850) | 0,40 гривні                     | 20 травня 1999 року    | 200 000   | Геннадій Кузнєцов                  |
| № 246                               |            | 50 років Раді Європи | 0,40 гривні                     | 22 травня 1999 року    | 200 000   | С. І. Лук'яненко                   |
| № 247                               |            | О. С. Пушкін з купоном На марці — портрет Пушкіна роботи Айвазовського, на купоні — автопортрет | 0,40 гривні                     | 6 червня 1999 року     | 200 000   | В. С. Мітченко                     |
| № 248 № 249                         |            | Зчіпка серії «Суднобудування в Україні» - Байдак - Козацька «чайка» | 0,30 гривні                     | 26 червня 1999 року    | 200 000   | В. В. Руденко                      |
| № 250                               |            | Блок «Ярослав Мудрий» | 1,20 гривні                     | 2 липня 1999 року      | 50 000    | Олексій Штанко                     |
| № 251                               |            | 800 років Галицько-Волинській державі | 0,50 гривні                     | 27 липня 1999 року     | 200 000   | Олексій Штанко                     |
| № 252 № 253                         |            | Зчіпка «100 років Національному художньому музею України», дві марки з купоном - Юрій Змієборець, XV ст. - Мурашко О. О. «Портрет дівчини у червоному капелюсі»                                                                              | 0,30 0,60 гривні                | 27 липня 1999 року     | 200 000   | Олександр Калмиков                 |
| № 254                               |            | Бджола | 0,30 гривні                     | 7 серпня 1999 року     | 200 000   | Катерина Штанко                    |
| № 255                               |            | 1100 років місту Полтаві | 0,30 гривні                     | 14 серпня 1999 року    | 200 000   | Олександр Калмиков                 |
| № 256                               |            | 125 років Всесвітньому поштовому союзу | 0,30 гривні                     | 14 серпня 1999 року    | 200 000   | Микола Кочубей                     |
| № 257                               |            | Нагороди України. Відзнака Президента України: Орден княгині Ольги | 0,30 гривні                     | 17 серпня 1999 року    | 1 000 000 | В. Таран, О. Харук                 |
| № 258 № 259                         |            | Нагороди України. Блок «Відзнака Президента України: Герой України» - Орден Держави - Орден «Золота Зірка» | 2,50 гривні                     | 17 серпня 1999 року    | 50 000    | В. Таран, О. Харук                 |
| № 260                               |            | Блок «Святогорська Зимненська чудотворна ікона Божої Матері» | 1,20+0,10 гривні                | 4 вересня 1999 року    | 50 000    | В. М. Євтушенко                    |
| № 261 № 262                         |            | Зчіпка Українсько-польське співробітництво в галузі охорони навколишнього середовища в міжн-му біосферному заповіднику «Східні Карпати», спільний випуск Україна-Польща - Олень благородний Cervus elaphus - Кіт лісовий Felis silvestris    | 1,40 гривні                     | 22 вересня 1999 року   | 200 000   | О. Кошель, Я. Бродовський (Польща) |
| № 263                               |            | Національний банк України | 3,00 гривні                     | 28 вересня 1999 року   | 200 000   | В. Таран, О. Харук                 |
| № 264                               |            | Блок «Національний банк України» | 5,00                            | 28 вересня 1999 року   | 200 000   | В. Таран, О. Харук                 |
| № 265                               |            | Серія «Гетьмани України» «Гетьман Іван Виговський» | 0,30 гривні                     | 20 листопада 1999 року | 200 000   | Юрій Логвин                        |
| № 267                               |            | Різдво | 0,30 гривні                     | 26 листопада 1999 року | 200 000   | Т. Пошук                           |
| № 268                               |            | Різдво Христове | 0,60 гривні                     | 26 листопада 1999 року | 200 000   | О. Жарівський, В. Сава             |
| № 269 № 270 № 271                   |            | Блок «Дитячі малюнки» - «Моя мрія» Іван Ковалевський, 11 років - «Рожевий слон» Іван Чуєв, 8 років - «У пошуках цікавого» Дмитро Вержбицький, 11 років                                                                                       | 0,10 гривні                     | 30 листопада 1999 року | 100 000   | Н. Гожа                            |
| № 272 № 273 № 274                   |            | Зчіпка «Фауна України» - Хохуля звичайна Desmana moschata - Сип білоголовий Lucanus cervus - Жук-олень Gyps fulfus | 0,40 0,60 0,40 гривні           | 9 грудня 1999 року     | 200 000   | Геннадій Кузнєцов                  |
| № 275                               |            | Церква св. Андрія Первозванного в Києві з купоном | 0,60 гривні                     | 12 грудня 1999 року    | 200 000   | О. Кошель                          |
| № 276 № 277 № 278 № 279 № 280       |            | Блок «Гриби» - Опеньки Armillariella mellea - Свинухи Paxillus atrotomentosus - Гливи Pleurotus ostreatus - Лисички Cantharellus cibarius - Печериці Agaricus campester                                                                      | 0,30 0,40 0,60 гривні           | 15 грудня 1999 року    | 50 000    | Катерина Штанко                    |
| № 281 № 282                         |            | Зчіпка «Автомобілі України» - КРАЗ-65032 - Таврія Нова | 0,30 гривні                     | 18 грудня 1999 року    | 200 000   | М. Москаленко                      |
| № 283                               |            | З новим 2000 роком! з купоном | 0,50 гривні                     | 18 грудня 1999 року    | 200 000   | Катерина Штанко                    |
| № 266                               |            | Серія «Гетьмани України» Гетьман Павло Полуботок | 0,30 гривні                     | 22 грудня 1999 року    | 200 000   | Юрій Логвин                        |
| № 284 № 285                         |            | Зчіпка «Марія Примаченко», дві марки з купоном - «Гороховий звір» - «Дикий кабан» | 0,30 гривні                     | 22 грудня 1999 року    | 200 000   | Н. Гожа                            |
| № 286                               |            | Галшка Гулевичівна | 0,30 гривні                     | 25 грудня 1999 року    | 200 000   | Олексій Штанко                     |
| № 287 № 288 № 289 № 290 № 291 № 292 |            | Блок «Зоогеографічний фонд України» - Карпатський біосферний заповідник - Поліський природний заповідник - Канівський природний заповідник - Регіональний ландшафтний парк «Трахтемирів» - «Асканія-Нова» - Карадазький природний заповідник | 0,10 0,30 0,40 0,60 1,00 гривня | 28 грудня 1999 року    | 80 000    | О. Кошель                          |